# Championnat de France de rugby à XIII 2004-2005
Navigation
Édition précédente Édition suivante
Le Championnat de France de rugby à XIII 2004-2005 oppose pour la saison 2004-2005 les meilleures équipes françaises de rugby à XIII au nombre de dix.

## Liste des équipes en compétition
| Carcassonne Lézignan Limoux UTC Saint-Gaudens Toulouse Villefranche Villeneuve Lyon-Villeurbanne Pia |

Dix équipes participent au championnat de France de première division.

## Déroulement de la compétition

### Classement de la première phase
| Rang | Club                     | J  | V  | N | D  | Bo | Bd | Pm  | Pe  | Diff | Pts |
| ---- | ------------------------ | -- | -- | - | -- | -- | -- | --- | --- | ---- | --- |
| 1    | Union treiziste catalane | 18 | 17 | 1 | 0  | 0  | 0  | 834 | 214 | +620 | 53  |
| 2    | Toulouse                 | 18 | 15 | 0 | 3  | 0  | 0  | 668 | 310 | +358 | 47  |
| 3    | Limoux                   | 18 | 12 | 0 | 6  | 0  | 0  | 622 | 323 | +299 | 41  |
| 4    | Pia                      | 18 | 11 | 0 | 7  | 0  | 0  | 599 | 407 | +192 | 36  |
| 5    | Saint-Gaudens            | 18 | 8  | 2 | 8  | 0  | 0  | 428 | 443 | -15  | 36  |
| 6    | Villeneuve-sur-Lot       | 18 | 9  | 1 | 8  | 0  | 0  | 339 | 452 | -113 | 36  |
| 7    | Carcassonne              | 18 | 6  | 1 | 11 | 0  | 0  | 440 | 514 | -74  | 31  |
| 8    | Villefranche-de-Rouergue | 18 | 4  | 1 | 13 | 0  | 0  | 304 | 615 | -311 | 27  |
| 9    | Lézignan                 | 18 | 4  | 0 | 14 | 0  | 0  | 324 | 649 | -325 | 23  |
| 10   | Lyon-Villeurbanne        | 18 | 1  | 0 | 17 | 0  | 0  | 195 | 826 | -631 | 20  |

|  | Qualifié pour la seconde phase de saison régulière |

### Phase finale - Deuxième phase de groupe
| Classement | Club                     | Points |
| 1er        | Union treiziste catalane | 77     |
| 2e         | Toulouse                 | 55     |
| 3e         | Limoux                   | 49     |
| 4e         | Pia                      | 48     |

| Classement | Club               | Points |
| 1er        | Villeneuve-sur-lot | 56     |
| 2e         | Carcassonne        | 51     |
| 3e         | Saint-Gaudens      | 40     |
| 4e         | Villefranche       | 31     |

|  | Qualifié pour les demi-finales.     |
|  | Qualifié pour les quarts-de-finale. |

### Phase finale
|  | Quarts de finale         | Quarts de finale         | Quarts de finale | Quarts de finale |                          |                          | Demi-finales  | Demi-finales  | Demi-finales  | Demi-finales  |  |  | Finale                                                | Finale                                                | Finale                                                | Finale                                                |
|  |                          |                          |                  |                  |                          |                          |               |               |               |               |  |  |                                                       |                                                       |                                                       |                                                       |
|  |                          |                          |                  |                  |                          |                          | 23-24/07/2005 | 23-24/07/2005 | 23-24/07/2005 | 23-24/07/2005 |  |  | 6 août 2005, Parc des sports et de l'amitié, Narbonne | 6 août 2005, Parc des sports et de l'amitié, Narbonne | 6 août 2005, Parc des sports et de l'amitié, Narbonne | 6 août 2005, Parc des sports et de l'amitié, Narbonne |
|  |                          |                          |                  |                  |                          |                          | 23-24/07/2005 | 23-24/07/2005 | 23-24/07/2005 | 23-24/07/2005 |  |  | 6 août 2005, Parc des sports et de l'amitié, Narbonne | 6 août 2005, Parc des sports et de l'amitié, Narbonne | 6 août 2005, Parc des sports et de l'amitié, Narbonne | 6 août 2005, Parc des sports et de l'amitié, Narbonne |
|  |                          |                          |                  |                  |                          |                          | 23-24/07/2005 | 23-24/07/2005 | 23-24/07/2005 | 23-24/07/2005 |  |  | 6 août 2005, Parc des sports et de l'amitié, Narbonne | 6 août 2005, Parc des sports et de l'amitié, Narbonne | 6 août 2005, Parc des sports et de l'amitié, Narbonne | 6 août 2005, Parc des sports et de l'amitié, Narbonne |
|  |                          |                          |                  |                  |                          |                          | 23-24/07/2005 | 23-24/07/2005 | 23-24/07/2005 | 23-24/07/2005 |  |  | 6 août 2005, Parc des sports et de l'amitié, Narbonne | 6 août 2005, Parc des sports et de l'amitié, Narbonne | 6 août 2005, Parc des sports et de l'amitié, Narbonne | 6 août 2005, Parc des sports et de l'amitié, Narbonne |
|  |                          |                          |                  |                  |                          |                          | 23-24/07/2005 | 23-24/07/2005 | 23-24/07/2005 | 23-24/07/2005 |  |  | 6 août 2005, Parc des sports et de l'amitié, Narbonne | 6 août 2005, Parc des sports et de l'amitié, Narbonne | 6 août 2005, Parc des sports et de l'amitié, Narbonne | 6 août 2005, Parc des sports et de l'amitié, Narbonne |
|  | Union treiziste catalane | Union treiziste catalane | 22               | 22               |                          |                          |               |               |               |               |  |  | 6 août 2005, Parc des sports et de l'amitié, Narbonne | 6 août 2005, Parc des sports et de l'amitié, Narbonne | 6 août 2005, Parc des sports et de l'amitié, Narbonne | 6 août 2005, Parc des sports et de l'amitié, Narbonne |
|  | Union treiziste catalane | Union treiziste catalane | 22               | 22               | 16-17 juillet 2005       |                          |               |               |               |               |  |  | 6 août 2005, Parc des sports et de l'amitié, Narbonne | 6 août 2005, Parc des sports et de l'amitié, Narbonne | 6 août 2005, Parc des sports et de l'amitié, Narbonne | 6 août 2005, Parc des sports et de l'amitié, Narbonne |
|  |                          |                          | Pia              | Pia              | 6                        | 6                        |               |               |               |               |  |  | 6 août 2005, Parc des sports et de l'amitié, Narbonne | 6 août 2005, Parc des sports et de l'amitié, Narbonne | 6 août 2005, Parc des sports et de l'amitié, Narbonne | 6 août 2005, Parc des sports et de l'amitié, Narbonne |
|  | Pia                      | Pia                      | Pia              | Pia              | 6                        | 6                        | 26            | 26            |               |               |  |  | 6 août 2005, Parc des sports et de l'amitié, Narbonne | 6 août 2005, Parc des sports et de l'amitié, Narbonne | 6 août 2005, Parc des sports et de l'amitié, Narbonne | 6 août 2005, Parc des sports et de l'amitié, Narbonne |
|  | Pia                      | Pia                      | 23-24/07/2005    |                  |                          |                          | 26            | 26            |               |               |  |  | 6 août 2005, Parc des sports et de l'amitié, Narbonne | 6 août 2005, Parc des sports et de l'amitié, Narbonne | 6 août 2005, Parc des sports et de l'amitié, Narbonne | 6 août 2005, Parc des sports et de l'amitié, Narbonne |
|  | Villeneuve-sur-Lot       | Villeneuve-sur-Lot       | 14               | 14               |                          |                          |               |               |               |               |  |  | 6 août 2005, Parc des sports et de l'amitié, Narbonne | 6 août 2005, Parc des sports et de l'amitié, Narbonne | 6 août 2005, Parc des sports et de l'amitié, Narbonne | 6 août 2005, Parc des sports et de l'amitié, Narbonne |
|  | Villeneuve-sur-Lot       | Villeneuve-sur-Lot       | 14               | 14               | Union treiziste catalane | Union treiziste catalane | 66            | 66            |               |               |  |  |                                                       |                                                       |                                                       |                                                       |
|  |                          |                          |                  |                  | Union treiziste catalane | Union treiziste catalane | 66            | 66            |               |               |  |  |                                                       |                                                       |                                                       |                                                       |
|  |                          |                          | Toulouse         | Toulouse         | 16                       | 16                       |               |               |               |               |  |  |                                                       |                                                       |                                                       |                                                       |
|  |                          |                          |                  |                  | 16                       | 16                       |               |               |               |               |  |  |                                                       |                                                       |                                                       |                                                       |
|  |                          |                          |                  |                  |                          |                          |               |               |               |               |  |  |                                                       |                                                       |                                                       |                                                       |
|  |                          |                          |                  |                  |                          |                          |               |               |               |               |  |  |                                                       |                                                       |                                                       |                                                       |
|  | Toulouse                 | Toulouse                 | 46               | 46               |                          |                          |               |               |               |               |  |  |                                                       |                                                       |                                                       |                                                       |
|  | Toulouse                 | Toulouse                 | 46               | 46               | 16-17 juillet 2005       |                          |               |               |               |               |  |  |                                                       |                                                       |                                                       |                                                       |
|  |                          |                          | Limoux           | Limoux           | 18                       | 18                       |               |               |               |               |  |  |                                                       |                                                       |                                                       |                                                       |
|  | Limoux                   | Limoux                   | Limoux           | Limoux           | 18                       | 18                       | 12            | 12            |               |               |  |  |                                                       |                                                       |                                                       |                                                       |
|  | Limoux                   | Limoux                   |                  |                  |                          |                          |               | 12            |               |               |  |  |                                                       |                                                       |                                                       |                                                       |
|  | Carcassonne              | Carcassonne              | 10               | 10               |                          |                          |               |               |               |               |  |  |                                                       |                                                       |                                                       |                                                       |
|  | Carcassonne              | Carcassonne              | 10               | 10               |                          |                          |               |               |               |               |  |  |                                                       |                                                       |                                                       |                                                       |
|  |                          |                          |                  |                  |                          |                          |               |               |               |               |  |  |                                                       |                                                       |                                                       |                                                       |

### Finale[1]
(mt : 36-6)
Homme du match :
Points marqués :
- Union treiziste catalane : 11 essais de Vergès (10e et 36e), Jampy (17e), Murphy (23e), Sadaoui (27e et 39e), Rudder (55e, 58e et 69e), Bickerstaff (62e), Fakir (66e), 11 transformations de Frayssinous
- Toulouse : 3 essais de Couturier (6e), Vincent (46e), Lima (49e), 2 transformations de Couturier (6e et 46e)

Évolution du score : 
Arbitre : M. Alibert
Spectateurs : 6 500
Composition des équipes :
- Union treiziste catalane : Renaud Guigue - Justin Murphy, Matt Bickerstaff, Teddy Sadaoui, Bruno Verges - Laurent Frayssinous (o), Julien Rinaldi (m, cap) - Romain Gagliazzo, David Berthezène, Beattie, Jamal Fakir, Pascal Jampy, Sean Rudder - Grégory Mounis, Steve Hall, Adel Fellous, Julien Touxagas - Entraîneur :
- Toulouse : Sam Murphy - Peter Lima, Damien Couturier, Fabrice Estebanez, Olivier Janzac - Dave Mulhall (o), James Wynne (m, cap) - Tom Gallagher, Cédric Gay, Nicolas Fauré, Sébastien Raguin, David Delpoux, Adrien Viala - Cédric Prizzon, Jérôme Vincent, Éric Frayssinet, Vincent Almuzara - Entraîneur : Justin Morgan

## Effectifs des équipes présentes
| Union treiziste catalane | Chris Beattie David Berthezène Matt Bickerstaff Thomas Bosc Rémi Casty Aurélien Cologni Jamal Fakir Adel Fellous Laurent Frayssinous Romain Gagliazzo Renaud Guigue Steve Hall Pascal Jampy Grégory Mounis Justin Murphy Julien Rinaldi (m, c) Sean Rudder Teddy Sadaoui Julien Touxagas Bruno Verges (o) Entraîneur : Steve Deakin      | Toulouse      | Vincent Almuzara Damien Couturier David Delpoux Fabrice Estebanez Nicolas Fauré Éric Frayssinet Tom Gallagher Cédric Gay Olivier Janzac Peter Lima Dave Mulhall (o) Sam Murphy Cédric Prizzon Sébastien Raguin Adrien Viala Jérôme Vincent James Wynne (m, c) Entraîneur : Justin Morgan |
| Limoux                   | Mathieu Almarcha Vincent Duport David Ferriol Scott Grix Bryan Jellick François Jovani Ben Laity (o) Philippe Laurent Mathieu Mayans Justin McKay Mickaël Murcia (m, c) Boycie Nelson Tyrone Pau Sébastien Planas (o) Nicolas Piccolo Guillaume Reffle Sylvain Teixido Frédéric Teixido John Vaigafa (m, c) Entraîneur : Thierry Dumaine | Saint-Gaudens | Fourcade Abasse Éric Anselme Bel Jean-Christophe Borlin Bourra Jean-François Chanfreau Cook Bouatou Coulibaly Dariaux Arnaud Dulac Ferjoux Adam Innes Jarrige Nassim Kebdani Brad Middelbosch Sous Surre Taggart Torres                                                                  |
| Villeneuve-sur-Lot       | Aryouli Barré Laurent Carrasco Cazenave Olivier Charles Gilles Cornut Devecchi Fakir Gauffre Jérôme Hermet Nicolas Hermet Huerga Jourdain Jatz Unaloto Lamelangi Cyril Stacul Logan Swann Mickaël Van Snick Vincent Wulf | Pia           | Mathieu Ambert Emmanuel Bansept Yannick Brousse Florian Chaubet Matthias Garrabé Gomez Maxime Grésèque McMillan Gilles Mendez Brett O'Farrell Tom O’Reilly Nicolas Piquemal Franck Rovira Aaron Smith Grégory Tiquet Franck Traversa Craig West Entraîneur : Jacques Jorda               |
| Carcassonne              | Jean-Philippe Baile Christophe Moly | Lézignan      | Jean-François Cagnac Mustafa Mahfoudi |